# Administrativní dělení Lotyšska

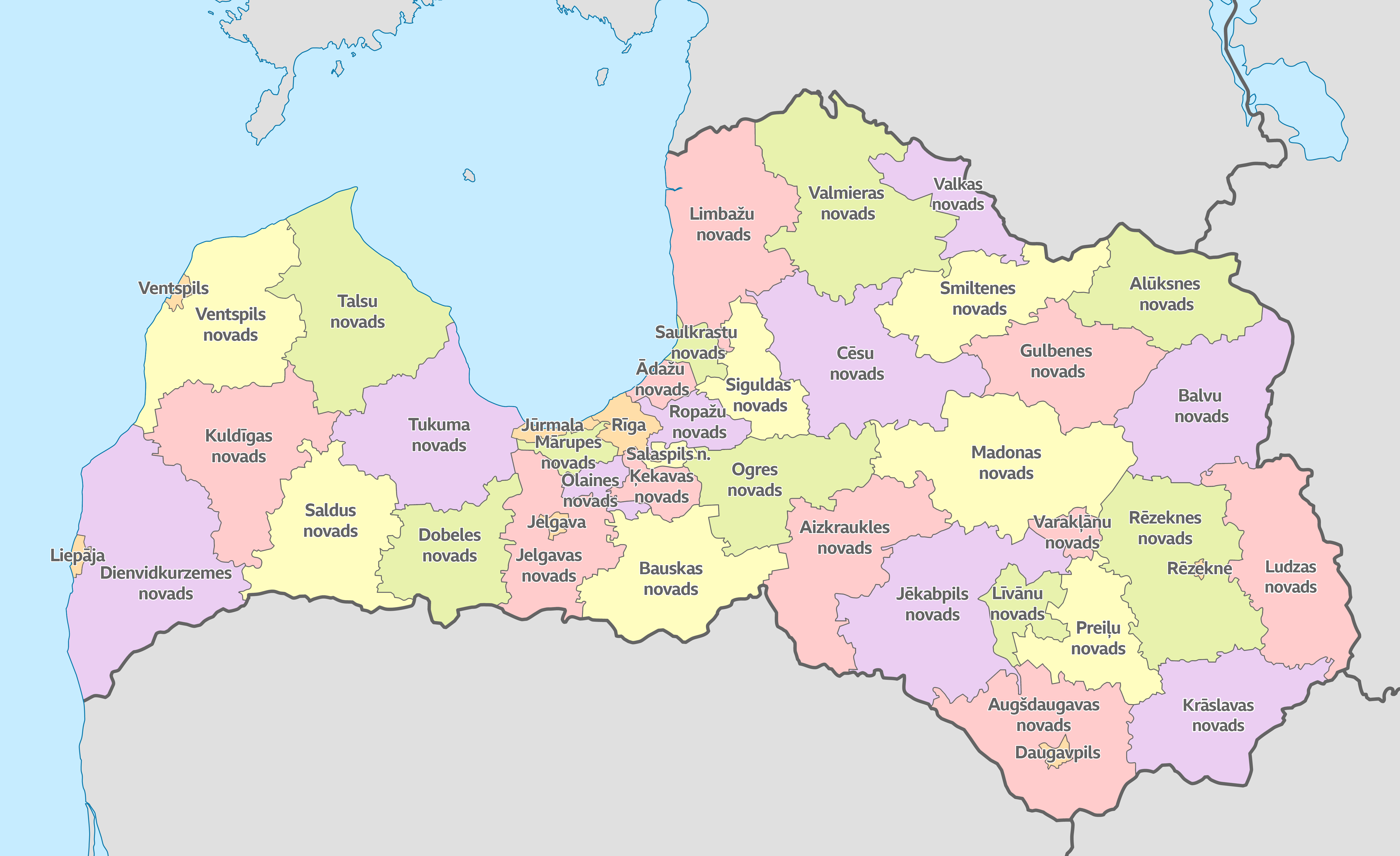
Státní města a kraje v Lotyšsku od 1. července 2021

Současné administrativní/správní dělení Lotyšska bylo schváleno v jejich parlamentu (Saeima) dne 10. července 2020. Po drobných změnách a soudních sporech nakonec ke dni 1. července 2021 je na nejvyšší úrovni definováno 7 státních měst (valstspilsēta, množné číslo valstspilsētas) a 36 krajů (Novads, množné číslo Novadi). Nová administrativa tedy vedla k výraznému snížení dřívějšího počtu 9 státních měst a 110 krajů. Vzhledem ke své velikosti se kraje v litvě někdy nazývají městské okresy nebo jen okresy.

Státní města a kraje v Lotyšsku od 1. července 2021

## Státní města (valstspilsētas) v Lotyšsku od 1. července 2021
| Pořadí | Název státního města | Odhad počtu obyvatel v r. 2021 | Hrubý regionální produkt vztažený na obyvatele v r. 2018 |
| ------ | -------------------- | ------------------------------ | -------------------------------------------------------- |
| 1.     | Daugavpils           | 80627                          | 8400 €/obyvatel                                          |
| 2.     | Jelgava              | 55336                          | 10400 €/obyvatel                                         |
| 3.     | Jūrmala              | 50248                          | 8600 €/obyvatel                                          |
| 4.     | Liepāja              | 67964                          | 13000 €/obyvatel                                         |
| 5.     | Rēzekne              | 26839                          | 10100 €/obyvatel                                         |
| 6.     | Riga                 | 614618                         | 25800 €/obyvatel                                         |
| 7.     | Ventspils            | 33372                          | 13600 €/obyvatel                                         |

## Kraje (Novadi) v Lotyšsku od 1. července 2021
| Pořadí | Název kraje     | Název v Lotyštině      | Odhad počtu obyvatel v r. 2021 |
| ------ | --------------- | ---------------------- | ------------------------------ |
| 4      | Ādaži           | Ādažu novads           | 21134                          |
| 1      | Aizkraukle      | Aizkraukles novads     | 29367                          |
| 2      | Alūksne         | Alūksnes novads        | 13861                          |
| 3      | Augšdaugava     | Augšdaugavas novads    | 25927                          |
| 5      | Balvi           | Balvu novads           | 19015                          |
| 6      | Bauska          | Bauskas novads         | 41755                          |
| 7      | Cēsis           | Cēsu novads            | 41161                          |
| 9      | Dobele          | Dobeles novads         | 28517                          |
| 10     | Gulbene         | Gulbenes novads        | 19619                          |
| 11     | Jelgava         | Jelgavas novads        | 31969                          |
| 12     | Jēkabpils       | Jēkabpils novads       | 40576                          |
| 14     | Ķekava          | Ķekavas novads         | 30077                          |
| 15     | Krāslava        | Krāslavas novads       | 21459                          |
| 13     | Kuldīga         | Kuldīgas novads        | 27736                          |
| 16     | Limbaži         | Limbažu novads         | 28546                          |
| 17     | Līvāni          | Līvānu novads          | 10636                          |
| 18     | Ludza           | Ludzas novads          | 21777                          |
| 19     | Madona          | Madonas novads         | 28692                          |
| 20     | Mārupe          | Mārupes novads         | 32824                          |
| 21     | Ogre            | Ogres novads           | 57617                          |
| 22     | Olaine          | Olaines novads         | 19705                          |
| 23     | Preiļi          | Preiļu novads          | 16759                          |
| 24     | Rēzekne         | Rēzeknes novads        | 29643                          |
| 25     | Ropaži          | Ropažu novads          | 31697                          |
| 26     | Salaspils       | Salaspils novads       | 22868                          |
| 27     | Saldus          | Saldus novads          | 27110                          |
| 28     | Saulkrasti      | Saulkrastu novads      | 9230                           |
| 29     | Sigulda         | Siguldas novads        | 30625                          |
| 30     | Smiltene        | Smiltenes novads       | 18155                          |
| 8      | Dienvidkurzemes | Dienvidkurzemes novads | 33364                          |
| 31     | Talsi           | Talsu novads           | 35699                          |
| 32     | Tukums          | Tukuma novads          | 44411                          |
| 33     | Valka           | Valkas novads          | 7596                           |
| 34     | Valmiera        | Valmieras novads       | 51370                          |
| 35     | Varakļāni       | Varakļānu novads       | 2945                           |
| 36     | Ventspils       | Ventspils novads       | 10777                          |